# Oldřich z Lichtenštejna
Oldřich I. z Lichtenštejna (německy Ulrich von Liechtenstein, asi 1198, Murau – 26. ledna 1275, Frauenburg) byl přední štýrský ministeriál, básník a minnesenger. Autor skladeb Frauendienst a Frauenbuch.  Nepocházel z dolnorakouského hradu a rodu Lichtenštejnů, ale ze stejnojmenného štýrského rodu jiného erbu (břeven) a hradu, dnes zámku (Nový) Lichtenštejn.

## Životopis
Narodil se snad v Murau jako syn Dětmara z Lichtenštejna (+1218) a jeho manželky Gertrudy z blíže neznámého rodu.
V letech 1244–1245 zastával úřad stolníka. Roku 1246 se zúčastnil bitvy na Litavě, kde padl vévoda Fridrich Bojovný. Po jeho skonu byl jedním z mála, kteří chválili čest a štědrost zesnulého, poté se stal předním straníkem vlády Přemysla Otakara II. ve Štýrsku. V únoru 1252 se v Hainburku zúčastnil jeho svatby s Markétou Babenberskou. V letech 1267–1272 zastával post zemského maršálka. 
V souvislosti s ohrožením Přemyslova štýrského panství skončil v říjnu 1268 společně s dalšími předními štýrskými šlechtici v českých hradních vězeních (na Křivoklátě, Zvíkově, Vranově a Veveří). Důvodem byly pravděpodobně bez souhlasu panovníka nárokované či vybudované hrady, krátce předtím byl dokončen štýrský urbář. Vězni byli propuštěni po 26 týdnech věznění 17. března 1269 a dali souhlas s obsazením a případným zbořením svých hradů. Oldřich údajně přišel o Murau, Frauenburk a Lichtenštejn. Celá událost velice zaujala Otakara Štýrského, jenž ji společně s vyhnáním Gertrudy Babenberské zmínil ve své kronice. Situace se zklidnila na přelomu 60. a 70. let 13. století, kdy se Oldřich z Lichtenštejna stal zemským sudím a nadále si podržel vliv na vývoj v zemi.
Zemřel v lednu 1276 a byl pohřben v benediktinském klášteře v Sekavě.

### Manželství a potomstvo

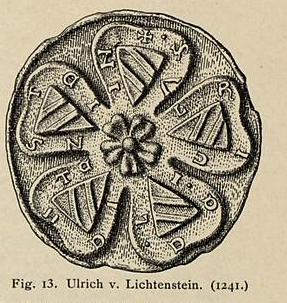
Oldřichova pečeť (1241) ve tvaru růže s opakujícími se erbovními štíty s kosmými břevny.

Byl ženatý s Perchtou z Weizensteinu († před rokem 1275). Z jejich manželství se narodilo několi dětí: Ota (II.), Dietmut a Perchta. Ota (1240–1311), který byl zemským hejtmanem ve Štýrsku, se stal dědicem.

## Dílo

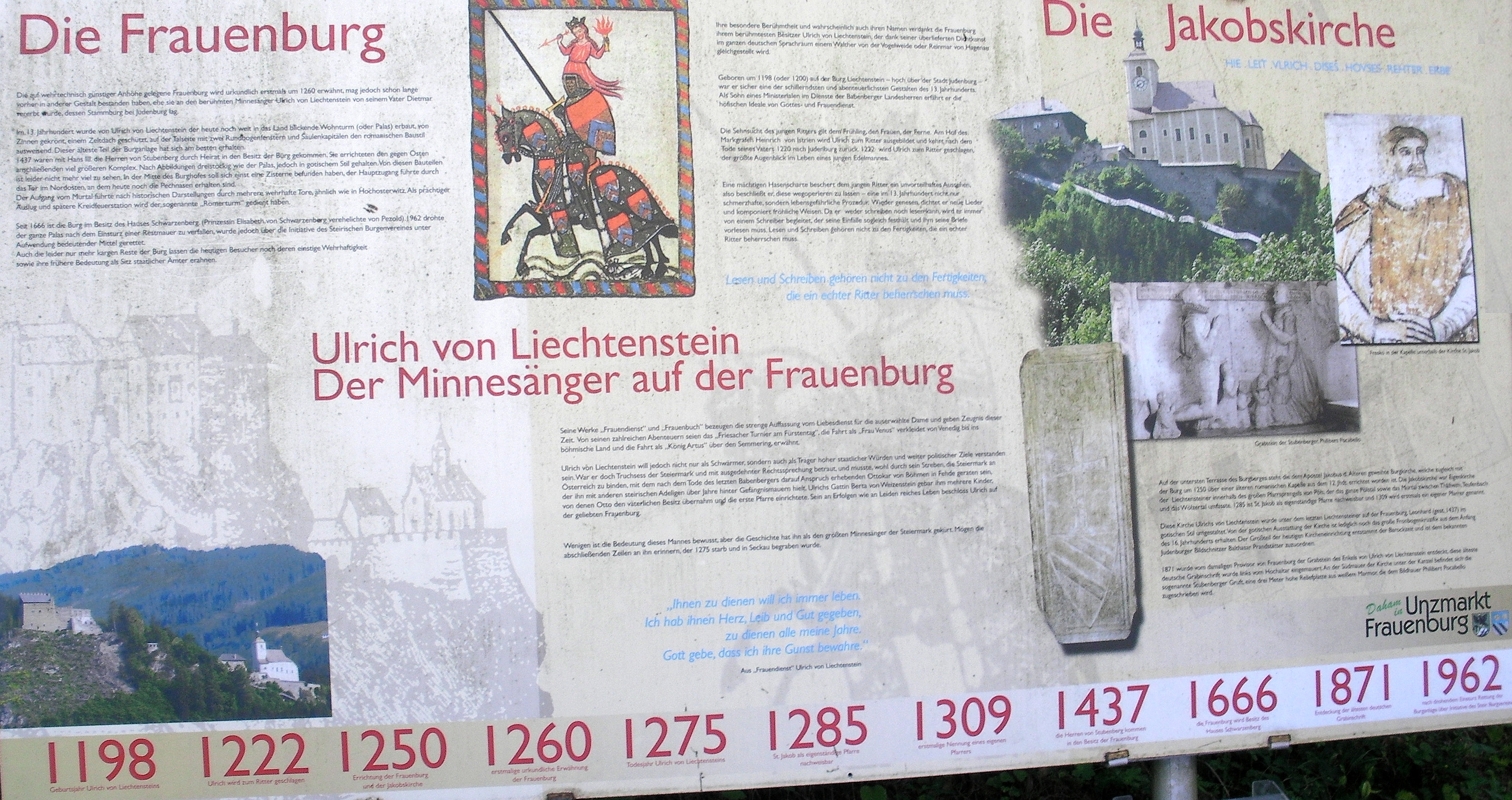
Legenda (Frauenburg)

Oldřichova milostná lyrika se ve 14. století stala součástí Codexu Manesse. Již předtím Oldřich sepsal 58 lyrických básní ve své sbírce životopisů minesengrů s názvem Frauendienst, v níž vypráví svůj život v první osobě jako příběh rytíře dvořícího se své lásce. Určení míry stylizace tohoto příběhu je nesnadné, v každém případě ale rozdílný sebeobraz jedince ve středověku znemožňuje rozlišení fikci od autobiografie v moderním smyslu a striktní literární zařazení díla. Ačkoli je v některých případech hrdina terčem posměchu (drastické ponížení rytíře jako znamení bezpodnmínečné oddanosti), tak Oldřich ve své „Frauenbuch“ přestavuje vážný a poučný styl. 
- Frauendienst (Vrowen dienst) - 1255 (Výtažek Süeze doene Audio) * Frauenbuch (Der vrouwen puoch) - 1257 (eLibrary Austria eLib Úplné znění)
- Disiu liet heizent frouwen tanz (KLD 58.XLVI)
- Wunneclîchen hôhe mîn gemüete (KLD 58.XLIII)

Oldřichova poezie je považována za konvenční, uměleckou a závislou na vysokém minnesangu z doby kolem roku 1200, zejména na díle Walthera von der Vogelweide. Naproti tomu milostné a výpravné spisy se vyznačují pokročilými narativními technikami (vyprávění v první osobě ve „Frauendienst“, zarámovaný dialog ve „Frauenbuch“), i když Oldřicha nelze počítat mezi velké vypravěče německého středověku. Je také považován za formálně zručného stoupence Reinmara von Zweter.

## Zajímavosti
Oldřich z Lichtenštejna se objevuje ve filmu Příběh rytíře z roku 2001.

## Vydané texty
- Franz Viktor Spechtler (Hg.): Frauendienst. Ulrich von Liechtenstein, (= Göppinger Arbeiten zur Germanistik; Band 485), Göppingen 1987 ISBN 3-87452-721-2
- Ursula Peters (Hg.): Frauendienst (Jugendgeschichte). In Abbildungen aus dem Münchner Cod. germ. 44 und der Großen Heidelberger Liederhandschrift, (= Litterae; Nr. 17), Göppingen 1973 ISBN 3-87452-147-8

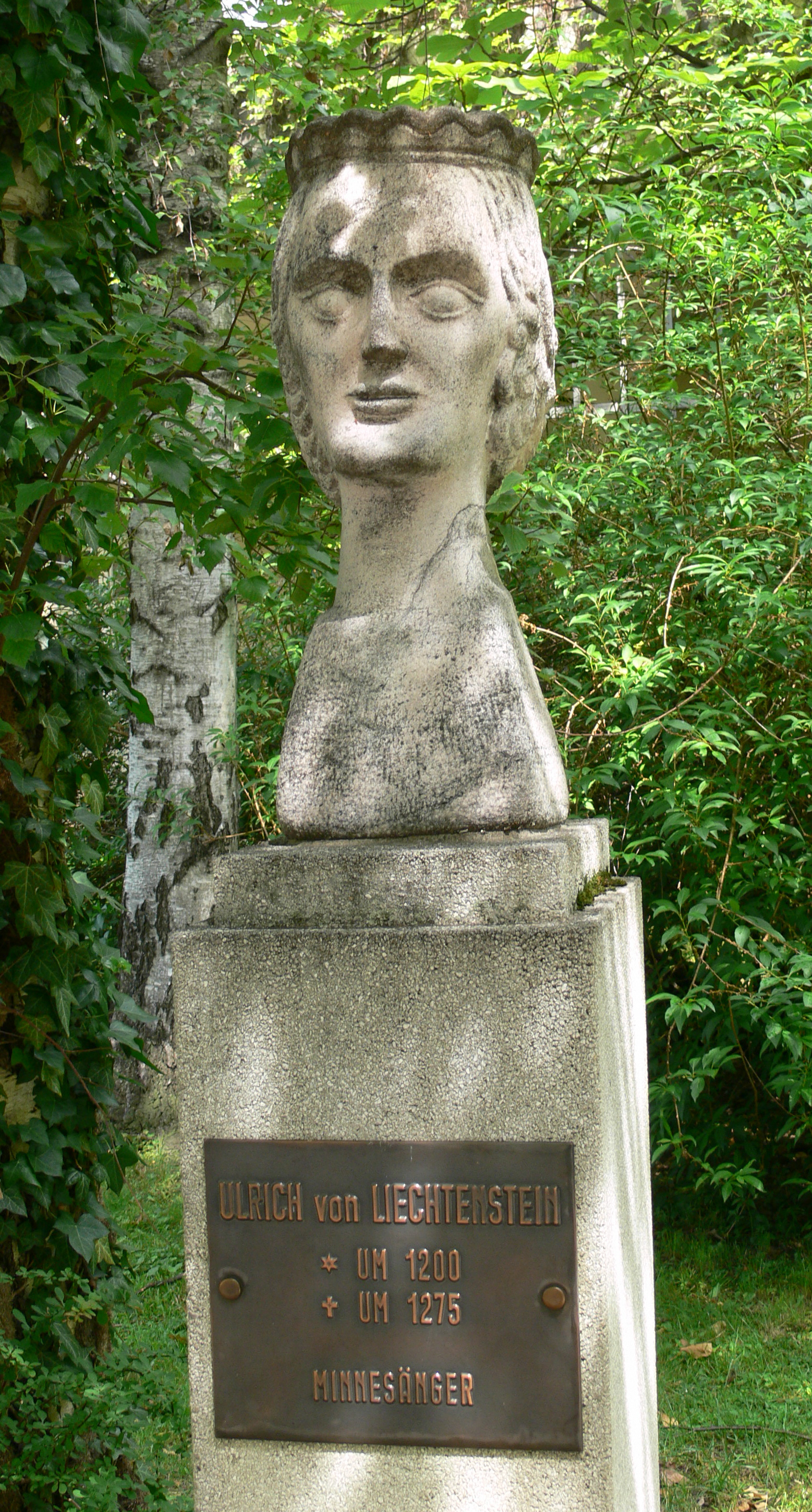
Busta Oldřicha z Lichtenštejna v Rakousku (Grazer Burg)